# Cimicodes nigroliturata
Cimicodes nigroliturata là một loài bướm đêm trong họ Geometridae.